# رنگ‌های خوشبختی
رنگ‌های خوشبختی (لهستانی: Barwy szczęścia) یک مجموعهٔ تلویزیونی لهستانی است که در سال ۲۰۰۷ منتشر شد.

## بازیگران

### فعلی
- کشیشتف کیرشنوفسکی
- اوا ژنتک
- ماژنا تریباوا
- یولانتا لوت
- آدریانا بیدژینسکا
- زبیگنیف بوچکوفسکی
- باربارا کوژای
- استانیسواوا تسلینسکا
- اوا سروا
- الژبیتا رومانوفسکا
- ماتئوش باناشوک
- توماش بواشاک
- ناتالیا زامبژیتسکا

### پیشین
- کاژیمیش مازور (پدر)
- کاژیمیش مازور (پسر)
- پشمیسواف استیپا
- یان پنچک
- اِوا کوزیک-فلورچاک
- اِوا کُنستانتسیا بوئوخاک
- اولاف لوباشنکو
- اریک کولم
- ماچئی مارچفسکی
- مودست روچینسکی
- توماش بورکوفسکی
- پیوتر گرابوفسکی
- مارچین هیکنار
- پیوتر نواک
- یاکوب کامینسکی
- نوربرت راکوفسکی
- یانوش اونوفروویچ
- ماتئوش موشیه‌ویچ
- ووادیسواف گِژیوْنا
- هالینا بِدناش
- یوانا اُپوزدا
- سیلویا بورونی
- ماگدالنا کاتسپشاک
- رادوسواف کشیژوفسکی
- آنا وویتون
- یاتسک کرول
- زوزانا لیت
- آندژی نیمیرسکی
- ووکاش گارلیتسکی
- یوآنا بالاش
- آدام تسیفکا
- وویچیخ کالاروس
- روبرت چبوتار
- مارتینا کلیشفسکا
- یوستینا بویچوک
- پیوتر بوروفسکی
- آندژی آندژیفسکی
- آرکادیوش یانیچک
- باربارا لائوکس
- ووجیمیش آدامسکی
- کشیشتف شچپانیاک
- ماگدالنا کوتا
- شیمون کوشمیدر
- لیدیا سادووا
- آنا ماتیشاک
- یاکوب زدرویکوفسکی
- یاکوب پشبیندوفسکی
- آنیتا یانچا
- الکساندر میلیچویچ
- گژگوش ماوِتسکی
- یادویگا گرین
- ادیتا خِربوش
- آرکادیوش نادر
- اِوا کوریئوا
- میخاو میلوویچ
- پاوئو نوویش
- آرتور یانوشاک
- داگنی میکوش
- مارتا دامبروفسکا
- توماش ماندس
- یاتسک کاوالتس
- کارولینا خاپکو
- یولیتا کوژوشک-بورسوک
- پاوئو توخولسکی
- آگنیشکا پِشِـپیورسکا
- کاتاژینا پیرشچونیک
- هلنا نوروویچ
- داریوش شپاکوفسکی
- مارتا کلوبوویچ
- بئاتا کافکا
- میخاو برایتن‌والد
- تادئوش بروفسکی
- کاژیمیش ویسوتا
- ماریا مامونا
- میخاو کولا
- داریوش یاکوبوفسکی
- پیوتر شیفکیـِویچ
- آنا گورنوستای
- مارچین سُسنوفسکی
- مونیکا کفیاتکوفسکا
- دوروتا ناروشویچ
- یاتسک کاوُتسکی
- هالینا وابونارسکا
- میخاو لِشِنی
- اِوا تِـلِـگا
- هانا کوناروفسکا
- یاتسک کناپ
- ماوگوژاتا بوچکوفسکا
- اولنا لئوننکو
- کارینا سورین
- مارک لواندوفسکی
- کارولینا پُرکاری
- پاوئو کلشچ
- آنا اوبرتس
- استانیسواف برودنی
- ماچئی کوالفسکی
- مارتا دوبتسکا
- کاتاژینا اسکارژانکا
- کاتاژینا بارگیه‌ووسکا
- الکساندرا یوستا
- مارِک شودیم
- پشمیسواف بلوشچ
- سرگیوش ژیمئوکا
- پاتریتسیا سلیمان
- مارچین پرخوچ
- آنتا تودورچوک-پرخوچ
- میکلای کراوچیک
- وویچیخ چروینسکی
- وویچیخ سولاش
- کاتاژینا گلینکا
- لِـسواف ژورک
- ماریوش زانیفسکی
- ماچئی میکووایچیک
- یوآنا مورو
- کارولینا موشالاک
- پاتریتسیا شچپانوفسکا
- آگنیشکا ماندات
- آنا اسمووُویک
- مونیکا یاروسینسکا
- رناتا پنکول
- کامیلا کامینسکا
- ماوگوژاتا لیپمان
- زوفیا زبوروفسکا
- یولیا کامینسکا
- سیلویا ویسوتسکا
- ووجیمیژ ماتوشاک
- هانا بینیشوویچ
- میلنا لیشتسکا
- پیوتر ویتکوفسکی
- مایا بوخوشیه‌ویچ
- ماگدالنا بوچارسکا
- ماگدالنا گناتوفسکا
- داوید زاوادزکی
- گژگوش وُنس
- سیلویا یوشچاک-کراوچیک
- میخاو رولنیتسکی
- آندژی زابورسکی
- ماگدا گرانژیوفسکا
- دوروتا کامینسکا
- یوآنا تژپیه‌چینسکا
- دوروتا سگدا
- مونیکا دریل
- کریستینا تکاچ
- هانا دونوفسکا
- یاروسواف بوبرک
- آگنیشکا واگنر
- اوا زوئوتوفسکا
- دوروتا خوتتسکا
- ماوگوژاتا نیمیرسکا
- مایا بارئوکوفسکا
- سزاری مورافسکی
- پاوئو دلانگ
- کاتاژینا هرمان
- یوآنا کوروفسکا
- کارولینا کومینک
- کاتاژینا گالیتسا
- لشک تله‌شینسکی
- هانا استانکوونا
- آنا بوروویتس
- امیل کاراویچ
- باربارا سووتیشیک
- میخالینا اولشانسکا
- امیلیا کراکوفسکا
- دوبرومیر دیمتسکی
- آنا درشوفسکا
- آنا گریتسویچ
- یرژی دودک
- تادئوش خودتسکی
- میروسواف باکا
- توماش ددک
- آندژی استژلتسکی
- اوتار سارالیدزه
- دوروتا کولاک
- ادیتا اولشوفکا
- دومینیکا خوروشینسکا
- ایزابلا کونا
- الکساندرا کیسیو
- بارتوش گلنر
- کاتاژینا سافچوک
- آدا فی‌یاو
- سزاری ژاک
- الکساندر میکووایچاک
- ماچئی یاخوفسکی
- مارتا خودوروفسکا
- میخالینا سوسنا
- میلنا سوشینسکا
- آنا پروس
- آگنیشکا پیلاشفسکا
- آگنیشکا وُسینسکا
- الژبیتا یودوئوفسکا
- اِوِلینا سرافین
- اِلنا لشچینسکا
- کاتاژینا کووِچک
- آگنیشکا کاویورسکا
- کینگا ایلگنر
- یاتسک روزنک
- ماوگوژاتا پوتوتسکا
- سواوومیرا وژینسکا
- هنریک گوونبیفسکی
- الکساندرا پولووفسکا
- ماریتا ژوکوفسکا
- پیوتر گوئوواتسکی
- برونیسواف وروتسوافسکی
- الکساندرا وژنیاک
- پیوتر یاکوفسکی
- یاکوب ویچورک
- یاکوب مازورک
- یوآنا پوکویسکا
- سواوُمیر پاوئو زاپاوا
- سواوومیر اوژخوفسکی
- رافائو چیه‌شینسکی
- پیوتر میازگا
- یندژی تارانک
- آگنیشکا ژولفسکا
- ادوارد لینده-لوباشنکو
- آنا رادوان
- مارتا نیرداکیویچ
- میروسواف هانیشفسکی
- ویکتوریا گونشیفسکا
- اِوا اسکیبینسکا
- ماریا دنبسکا
- اُلگا بونچیک
- الکساندرا شفد
- بئاتا فیدو
- گراژینا استراخوتا
- ماریا گوادگوفسکا
- مارچین چارنیک
- بوژنا استاخورا
- دانوتا کووالسکا
- الکساندرا نیشپیلاک
- سباستیان استانکیه‌ویچ